# Дуґлас Ґайвальд
Дуґлас Ґайвальд (швед. Douglas Geiwald; нар. 14 квітня 1971) — колишній шведський тенісист.
Найвищу одиночну позицію світового рейтингу — 362 місце досяг 26 серпня 1991, парну — 242 місце — 12 жовтня 1992 року.

## Фінали ATP Челленджер

### Одиночний розряд: 1 (0–1)
| Результат | Ранг | Дата     | Турнір              | Покриття | Суперник       | Рахунок       |
| --------- | ---- | -------- | ------------------- | -------- | -------------- | ------------- |
| Поразка   | 1.   | Сер 1991 | Джакарта, Індонезія | Тверде   | Маріо Вісконті | 3–6, 6–1, 2–6 |

### Парний розряд: 1 (0–1)
| Результат | Ранг | Дата     | Турнір           | Покриття | Партнер     | Суперники              | Рахунок       |
| --------- | ---- | -------- | ---------------- | -------- | ----------- | ---------------------- | ------------- |
| Поразка   | 1.   | Жов 1992 | Дублін, Ірландія | Тверде   | Роббі Куніґ | Сандер Гройн Арне Томс | 7–5, 4–6, 3–6 |